# 鄭伊雯

鄭伊雯是一名居住在德国的旅游文学作家、曾任萊茵台北中文學校校長、曾任全德臺灣協會省思公民社會總會長、歐洲華文作家協會會員。

## 生平
鄭伊雯出生於臺灣屏東，畢業於輔仁大學中文系、获大眾傳播學碩士學位，曾任職於電視台、報社、雜誌社，現居住在德国，為資深旅遊記者，現任萊茵台北中文學校校長、全德臺灣協會省思公民社會總會長。多年來筆耕不斷，以獨特的角度觀察欧洲，作品發表於於各報章雜誌。鄭伊雯是歐洲華文作家協會會員。
難民潮向歐洲移動，對此鄭伊雯也有第一手觀察。 

## 写作
鄭伊雯是中文系科班，又有新闻专业的功底，写起文章来自然游刃有余。《生命的宽度》写 “东方女子遇到西方男子之后的生命转折”，从中可以看到她对人生的态度。她说，旅居国外的生活，或许就像张爱玲散文中描述的句子“生命是一袭华美的袍，爬满了虱子”。

## 作品
- 北台灣森林渡假情報（日文版）[7]
- 慕尼黑‧新天鵝堡‧羅曼蒂克大道‧海德堡‧斯圖加特
- 柏林‧法蘭克福‧科隆‧萊茵河
- 慕尼黑.新天鵝堡.羅曼蒂克大道.海德堡.斯圖加特 (電子書)
- 柏林‧法蘭克福‧科隆‧萊茵河─法蘭克福 (電子書)
- 走入德國童話大道(全新修訂版)
- 阿爾卑斯山.山旅筆記
- 走入德國童話大道
- 德國玩全指南 [8][9]